# Kastell Roșiorii de Vede

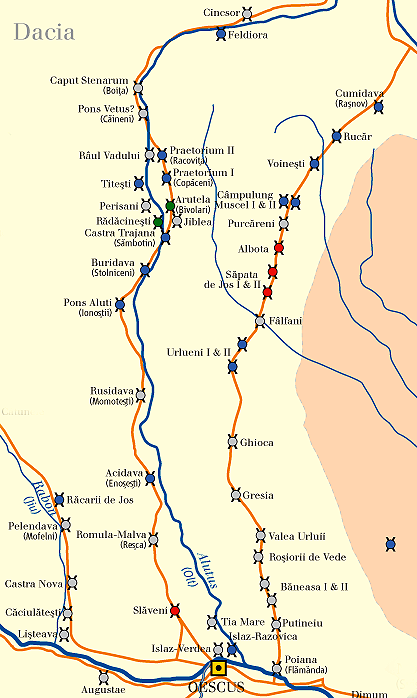
Kastell Roșiorii de Vede im Verlauf des Limes Transalutanus (rechts)

Das Kastell Roșiorii de Vede ist ein römisches Numeruskastell auf dem Gebiet der Stadt Roșiorii de Vede im rumänischen Kreis Teleorman in der Großen Walachei. In antiker Zeit war es Bestandteil des Dakischen Limes, konkret des Abschnittes Limes Transalutanus (Transalutanischer Limes; Limes jenseits des Olt). Administrativ hätte es möglicherweise schon zur Provinz Dacia inferior gehört, später gehörte es dann zur Dacia Malvensis. Gemeinsam mit insgesamt 277 Stätten des Dakischen Limes wurde das Kastell Roșiorii de Vede 2024 zum UNESCO-Weltkulturerbe erhoben.

## Lage und Erforschung
Das heutige Bodendenkmal liegt rund sieben Kilometer südsüdwestlich des Stadtzentrums von Roșiorii de Vede in der Flur Urlui oder Valea Urlui. Es befindet sich auf den landwirtschaftlich genutzten Flächen einer Niederterrasse des Flüsschens Urlui, das die Terrasse bogenförmig von Nordwesten bis Nordosten umfließt. Die Umrisse des Lagers sind dort, wenn auch stark überpflügt, noch im Gelände wahrzunehmen.
Die Anlagen wurden schon von Pamfil Polonic Ende des 19. Jahrhunderts vermessen, aber erst 2016 durch Geländebegehung, Orthofotografie und geophysikalische Prospektionen wissenschaftlich untersucht.

## Archäologische Befunde

### Kastell
Das Kastell Roșiorii de Vede ist ein Holz-Erde-Lager, das auf Grund seiner geringen Größe als Numeruskastell anzusprechen ist. Es hat einen leicht in die Form eines Parallelogramms verschobenen Grundriss mit Abmessungen von 47 m mal 65 m, was einer Fläche von rund 0,3 Hektar entspricht. Das Lager ist mit seinen Seiten in die vier Himmelsrichtungen orientiert. Es wurde von einer zehn bis zwölf Meter breiten und zwei Meter hohen Holz-Erde-Mauer geschützt, vor der nach einer fünf Meter breiten Berme als Annäherungshindernis ein Doppelgrabensystem verlief. Der innere Graben war etwa 3,2 m breit, der nach einem Abstand von fünf Metern folgende zweite Graben scheint etwas schmaler gewesen zu sein. Vermutlich gab es nur ein einziges, nach Westen weisendes Tor, vor dem die Gräben unterbrochen waren. Die Besatzung des Kastells ist unbekannt.

### Vicus
Nordöstlich, östlich und südöstlich des Kastells konnte der Vicus identifiziert werden. Ein Vicus ist bei nahezu jeder römischen Garnison anzutreffen. Er ist die zivile Siedlung des Kastells, in dem die Angehörigen der Soldaten, Veteranen, Handwerker, Händler, Prostituierte, Gastwirte und andere Dienstleister wohnten und arbeiteten. Die östliche Lage weist auf die Orientierung der Siedlung zum Tal und zu einem Wasserübergang (vermutlich eine Furt). Ein solcher Übergangspunkt war noch in der Mitte des 19. Jahrhunderts in Funktion. Der Vicus bedeckt eine Fläche von fast fünf Hektar, womit er um das sechzehnfache größer ist als das Kastell. Auffällig ist in diesem Zusammenhang auch, dass die Menge und Verteilungsdichte des archäologischen Fundmaterials im Vicusbereich viel größer ist als im Kastell selbst.

### Limesverlauf
Südlich von Roșiorii de Vede verschwindet der bis dorthin gut wahrnehmbare Limeswall von der Geländeoberfläche, ist, während er Roșiorii de Vede passiert, nicht zu sehen und taucht erst mehr als sechs Kilometer nördlich der Eisenbahnlinie beim Ort Măldăeni, rund sechs Kilometer südlich des folgenden Kastells Gresa, wieder auf. Über seinen Verlauf in diesem Bereich kann daher nur spekuliert werden.

## Denkmalschutz
Die gesamten archäologischen Stätten sind nach dem 2001 verabschiedeten Gesetz Nr. 422/2001 als historische Denkmäler unter Schutz gestellt. Das Gelände ist mit dem LMI-Code TR-I-s-A-14221 in der nationalen Liste der historischen Monumente (Lista Monumentelor Istorice) eingetragen. Der entsprechende RAN-Code lautet 151889.03. Zuständig ist das Ministerium für Kultur und nationales Erbe (Ministerul Culturii și Patrimoniului Național), insbesondere das Generaldirektorat für nationales Kulturerbe, die Abteilung für bildende Kunst sowie die Nationale Kommission für historische Denkmäler sowie weitere, dem Ministerium untergeordnete Institutionen. Ungenehmigte Ausgrabungen sowie die Ausfuhr von antiken Gegenständen sind in Rumänien verboten.